# Carry-On (2024)
Carry-On (englisch: Handgepäck) ist ein Thriller von Jaume Collet-Serra. Der Actionfilm mit Taron Egerton, Jason Bateman, Sofia Carson und Danielle Deadwyler in den Hauptrollen wurde Mitte Dezember 2024 in das Programm von Netflix aufgenommen.

## Handlung
Ein mysteriöser Reisender erpresst Ethan Kopek, einen jungen TSA-Mitarbeiter, damit dieser an Weihnachten einen Handgepäck-Koffer mit gefährlichem Inhalt durch die Sicherheitskontrolle bringt. Er droht ihm damit, seine Freundin zu töten, sollte er seinen Anweisungen nicht Folge leisten. Kopek jedoch versucht ihn zu überlisten.

## Produktion

### Filmstab, Besetzung und Synchronisation
Regie führte Jaume Collet-Serra. Zu seinen bekannten früheren Arbeiten gehören Filme wie The Shallows – Gefahr aus der Tiefe, Jungle Cruise und Black Adam. Das Drehbuch schrieben T.J. Fixman und Michael Green. Letzterer war in der Vergangenheit für Filme wie Logan – The Wolverine, Alien: Covenant, Blade Runner 2049 und Tod auf dem Nil tätig.
| Darsteller           | Synchronsprecher          | Rolle                         |
| -------------------- | ------------------------- | ----------------------------- |
| Taron Egerton        | Constantin von Jascheroff | TSA Off. Ethan Kopek          |
| Jason Bateman        | Tobias Kluckert           | der geheimnisvolle Reisende   |
| Logan Marshall-Green | Marcel Collé              | Agent Alcott                  |
| Theo Rossi           | Asad Schwarz              | der geheimnisvolle Beobachter |
| Gil Perez-Abraham    | Flemming Stein            | Eddie                         |
| Danielle Deadwyler   | Elisa Bannat              | Elena Cole                    |
| Josh Brener          | Hannes Maurer             | Herschel                      |
| Sinqua Walls         | Nico Sablik               | Jason Noble                   |
| Adam Stephenson      | Karlo Hackenberger        | Jesse                         |
| Curtiss Cook         | Florian Hoffmann          | Lionel Williams               |
| Tonatiuh Elizarraraz | Patrick Keller            | Mateo Flores                  |
| Spencer Crim         | Marius Clarén             | Mr. Herter                    |
| Reisha Reynolds      | Özge Kayalar              | Nina                          |
| Sofia Carson         | Flavia Vinzens            | Nora Parisi                   |
| Jeff Pope            | Grigory Kofman            | Olek                          |
| Dean Norris          | Rainer Doering            | Phil Sarkowski                |
| Joe Williamson       | Dennis Herrmann           | Ron Dunn                      |

Der Brite Taron Egerton spielt den TSA-Mitarbeiter Ethan Kopek. Der US-Amerikaner Jason Bateman spielt den Reisenden, der ihn erpresst. In weiteren Rollen sind Logan Marshall-Green als Agent Alcott, Danielle Deadwyler als Elena Cole und Theo Rossi als der geheimnisvolle Beobachter zu sehen.
Die deutsche Synchronisation entstand nach einem Dialogbuch von Lasse Dreyer und der Dialogregie von Marius Clarén im Auftrag der EVA Studios Germany GmbH in Berlin.

### Dreharbeiten, Filmmusik und Veröffentlichung
Nach einer Verzögerung wurden die Dreharbeiten Mitte Oktober 2022 begonnen und Mitte Dezember 2022 beendet. Sie fanden in New Orleans und in Cleveland statt.
Die Filmmusik komponierte Lorne Balfe, mit dem Collet-Serra bereits für Black Adam zusammenarbeitete. Das Soundtrack-Album mit insgesamt 14 Musikstücken soll zum Start des Films bei Netflix von Netflix Music als Download veröffentlicht werden.
Der erste Teaser wurde Mitte Oktober 2024 vorgestellt. Am 13. Dezember 2024 wurde Carry-On weltweit in das Programm von Netflix aufgenommen.

## Rezeption

### Altersfreigabe
In den deutschsprachigen Ländern wird Carry-On von Netflix ab 12 Jahren empfohlen. In den USA wurde der Film als PG-13 eingestuft.

### Kritiken und Abrufzahlen
Von den bei Rotten Tomatoes aufgeführten Kritiken sind 88 Prozent positiv. Bei Metacritic erhielt der Film einen Metascore von 69 von 100 möglichen Punkten.
Ema Sasic von Next Best Picture schreibt, Taron Egerton passe perfekt in die Rolle dieses ungewöhnlichen Helden, und das sei nicht überraschend angesichts seiner Arbeit als rebellischer Spion, der in ähnlicher Weise in Kingsman: The Secret Service einen Öko-Terror-Plan vereiteln musste. Er und Jason Bateman lieferten hervorragende Darbietungen, selbst wenn der Film in mancher Hinsicht grenzwertig kitschig sei.
Dani Maurer schreibt in seiner Kritik für outnow.ch, es mache wirklich Spaß, Carry-On zu schauen, und die Gemeinsamkeiten mit der Die-Hard-Serie seien unverkennbar. Regisseur Jaume Collet-Serra präsentiere mit Carry-On einen über die meiste Zeit spannenden, rasant umgesetzten und actionreichen Thriller, und schon allein die Besetzung sei es wert, den Film anzuschauen.
Christian Klosz vergleicht Carry-On in seiner Kritik auf filmpluskritik.com ebenfalls mit dem Vorbild aus den 80ern: „Carry-On“ ist so etwas wie ein (post)modernes Update der „Stirb Langsam“-Formel, ohne dabei als Kopie zu enden." Er lobt Taron Egerton und die technische Umsetzung, hält Jason Bateman aber für eine Fehlbesetzung. Insgesamt bekommt der Film 8 von 10 Sternen.
Nach seinem Start bei Netflix Mitte Dezember 2024 setzte sich Carry-On an die Spitze der Charts des Streamingdienstes, sowohl in Deutschland als auch international. Auch in der Folgewoche blieb der Film auf Platz eins.

### Auszeichnungen
Critics’ Choice Super Awards 2025
- Nominierung als Bester Schauspieler in einem Actionfilm (Taron Egerton)